# Classe Fish
La Classe Fish  est une petite classe de chalutiers militaires  construite pendant la Seconde Guerre mondiale par la Royal Navy.

## Histoire
Les navires ont été conçus pour être utilisés comme navire lutte anti-sous-marine et dragueur de mines. Ils ont été conçus sur le plan d'un chalutier civil de 1929 du chantier naval Cochrane & Sons de Selby.
Deux navires ont été reconvertis en contrôleur-mouilleur de mines, les ex-Mackerel et Turbot renommés Corncrake et Redshank.
Deux navires ont été perdus durant les combats : Herring et Turbot. 

## Les unités
Cochrane & Sons de Selby.
- HMS Bonito (T 231) : 1942-46
- HMS Bream (T 306) : 1942-46
- HMS Corncrake (M 82), ex-Mackerel : 1942-perdu le 25/1/1943
- HMS Grayling (T 243) : 1942-46
- HMS Grilse (T 368) : 1943-46
- HMS Herring (T 307) : 1943-perdu le 22/4/1943
- HMS Mullet (T 311) : 1942-46
- HMS Pollock (T 347) : 1942-46
- HMS Redshank (M 31), ex-Turbot : 1942-57
- HMS Whiting (T 232) : 1942-46